# Ула (Мугла)
Ула (тур. Ula) — місто та район у провінції Мугла (Туреччина). Район утворений в 1954 році.